# Доннеллан, Деклан
Де́клан Донне́ллан (англ. Declan Donnellan; род. 4 августа 1953, Манчестер) — британский театральный режиссёр и писатель.
Сооснователь знаменитого театра «Cheek by Jowl».
Степень honoris causa Уорикского университета (1992).
C 2010 года — почётный член колледжа Goldsmiths Лондонского университета.

## Биография
Деклан Доннеллан родился 4 августа 1953 года в Манчестере, рос в лондонском районе Илинг. Учился в школе Святого Бенедикта в Лондоне и в Куинз-колледже Кембриджского университета, где изучал английский и право.
Мировую известность принесли постановки в Лондонском Королевском Национальном Театре и Королевском Шекспировском театре. Лауреат четырёх премий Лоренса Оливье и других престижных театральных премий.

## Работа в России
Деклан Доннеллан — лауреат премий «Золотая Маска» и «Хрустальная Турандот».
Постановки с российскими актёрами: «Зимняя сказка» в Малом драматическом театре, «Борис Годунов» во МХАТе им. Горького, антрепризные спектакли «Три сестры» и «Двенадцатая ночь» на сцене Театра им. Пушкина и балет «Ромео и Джульетта» в Большом.
25 мая 2011 года его постановка шекспировской «Бури» открыла Десятый Чеховский международный театральный фестиваль. В ноябре 2013 года вышел спектакль «Мера за меру» в театре имени Пушкина.

## Награды
- Офицер ордена Британской империи (2017 год)[3].
- Кавалер ордена Искусств и литературы (2004, Франция).
- Орден Дружбы (27 ноября 2017 года, Россия) — за заслуги в укреплении дружбы и сотрудничества между народами, плодотворную деятельность по сближению и взаимообогащению культур наций и народностей[4].
- Специальная премия «Золотая маска» «За выдающийся вклад в развитие театрального искусства» (2019)[5].
- Премия «Хрустальная Турандот» в номинации «Лучшему пришельцу за вклад в московское театральное искусство» — за спектакль «Борис Годунов» А. С. Пушкина (2001).

## ОЧехове[6]
- «…хотя Чехов страстно любит человечество, его любовь никогда не опускается до сентиментальности. Он был врачом, работал много и часто бескорыстно. Но он видел, как люди рождаются и как умирают. Он видел бедность и страдание. Он знал, что рисовать лишь прелестные картины жизни или упрощать сложную индивидуальность каждого отдельного человека — значит, недооценивать реальную жизнь».
- «Я думаю, одна из особенностей его пьес — это то, что в той или иной степени все они предостерегают от самообмана».
- «Самое главное, думаю, заключается в том, что Чехов учит нас смотреть друг на друга правильным, проницательным взглядом, в котором светится чистая любовь, не запятнанная сентиментализмом».